# Julia Tymoszenko

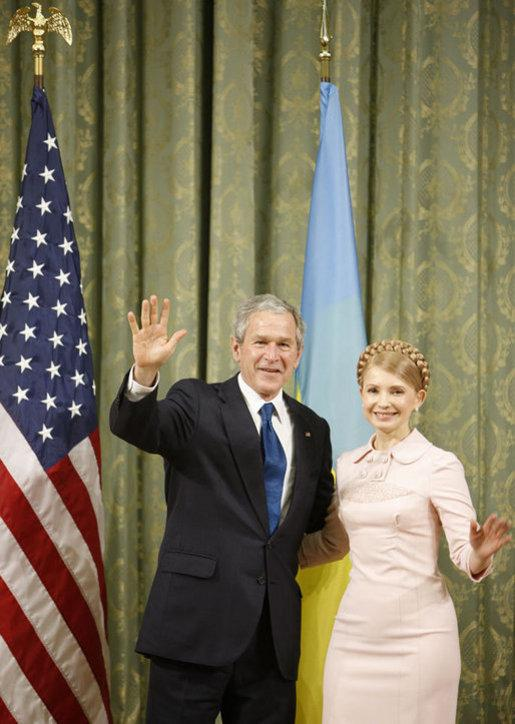
Julia Tymoszenko i prezydent USA George W. Bush w Kijowie w 2008

Julia Wołodymyriwna Tymoszenko, ukr. Юлія Володимирівна Тимошенко (ur. 27 listopada 1960 w Dniepropetrowsku) – ukraińska polityk, była wicepremier, premier Ukrainy w 2005 oraz od 2007 do 2010, założycielka i liderka partii Batkiwszczyna oraz Bloku Julii Tymoszenko.
Przed rozpoczęciem kariery politycznej pracowała w branży energetycznej, stając się jedną z najbogatszych osób w państwie. W 2005 po pomarańczowej rewolucji została pierwszą kobietą na stanowisku premiera Ukrainy. Bez powodzenia kandydowała w wyborach prezydenckich w 2010, 2014 oraz 2019.

## Życiorys

### Rodzina, wykształcenie i działalność zawodowa
Julia Tymoszenko, jak sama oświadczyła, urodziła się w rodzinie Łotysza i Ukrainki. Jej ojciec odszedł od rodziny, kiedy miała 3 lata; matka zarabiała na życie, pracując w centrali firmy taksówkarskiej. Gdy miała 17 lat, poznała syna miejscowego działacza partyjnego, Ołeksandra Tymoszenkę. W 1979 zawarli związek małżeński, w następnym roku urodziła się ich córka Jewhenija.
W 1984 Julia Tymoszenko ukończyła z wyróżnieniem studia ekonomiczne na uniwersytecie w Dniepropetrowsku. Była działaczką Komsomołu. Po studiach pracowała jako ekonomistka w przemyśle zbrojeniowym (Dnieprzańskim Zakładzie Budowy Maszyn im. Lenina). Z pomocą teścia sprowadziła z zagranicy wcześniej niedostępne filmy, zakładając następnie rozwijającą się wypożyczalnię. W 1988 razem z mężem rozpoczęła prowadzenie własnej działalności gospodarczej. Po uzyskaniu przez Ukrainę niepodległości ich firma negocjowała m.in. kontrakty rządowe. W latach 1996–1997 kierowała Zjednoczonymi Systemami Energetycznymi Ukrainy. Otrzymała stopień naukowy kandydata nauk ekonomicznych. W 1999 obroniła doktorat na Kijowskim Narodowym Uniwersytecie Ekonomicznym. Opublikowała ponad 50 prac naukowych.

### Działalność polityczna

#### Działalność do 2005
W 1996 uzyskała mandat deputowanej do Rady Najwyższej II kadencji. Została wkrótce wiceprzewodniczącą Hromady, partii Pawła Łazarenki. W 1998 po raz drugi została posłanką. Po ucieczce byłego premiera w tym samym roku i aresztowaniu go przez władze amerykańskie w związku z zarzutami prania brudnych pieniędzy, wystąpiła z partii wraz z większością deputowanych, tworząc nowe, umiarkowanie nacjonalistyczne i demokratyczne ugrupowanie Batkiwszczyna (Ojczyzna).
W wyborach prezydenckich w 1999 poparła Łeonida Kuczmę, przystępując do wspierającej prezydenta większości. W grudniu 1999 objęła urząd wicepremiera Ukrainy w rządzie Wiktora Juszczenki. Od 2000 kierowała także rządowym komitetem paliwowo-energetycznym.
Wkrótce popadła w konflikt z prezydentem i jego otoczeniem. W sierpniu 2000 jej mąż został tymczasowo aresztowany pod zarzutami niegospodarności w Zjednoczonych Systemach Energetycznych Ukrainy. Jesienią tego samego roku wszczęto również śledztwo przeciwko samej Julii Tymoszenko, która w styczniu 2001 została zdymisjonowana, a w lutym tymczasowo aresztowana pod zarzutem korupcji. W marcu sąd w Kijowie uznał zarzuty za bezzasadne i uchylił aresztowanie.
Jesienią 2001 przed wyborami parlamentarnymi powołała na bazie Batkiwszczyny Blok Julii Tymoszenko. W styczniu 2002 w czasie kampanii wyborczej uległa wypadkowi samochodowemu w Kijowie, odnosząc obrażenia głowy i klatki piersiowej. W wyborach tych jej ugrupowanie uzyskało ponad 20 mandatów, a Julia Tymoszenko kolejny raz została posłem. W wyborach prezydenckich w 2004 poparła kandydaturę Wiktora Juszczenki, biorąc następnie aktywny udział w pomarańczowej rewolucji.

#### Pierwszy rząd i wybory w 2006
24 stycznia 2005 została powołana na funkcję p.o. premiera Ukrainy. 4 lutego 2005 po zatwierdzeniu przez Radę Najwyższą objęła oficjalnie funkcję premiera. Została zdymisjonowana 8 września tego samego roku na skutek konfliktu z otoczeniem prezydenta.
W wyborach parlamentarnych w 2006 stanęła ponownie na czele listy wyborczej BJuT, który uzyskał drugi wynik (za Partią Regionów). Podjęta próba ponownego utworzenia „pomarańczowej koalicji” z udziałem Naszej Ukrainy i SPU zakończyła się niepowodzeniem.

#### Wybory w 2007 i drugi rząd

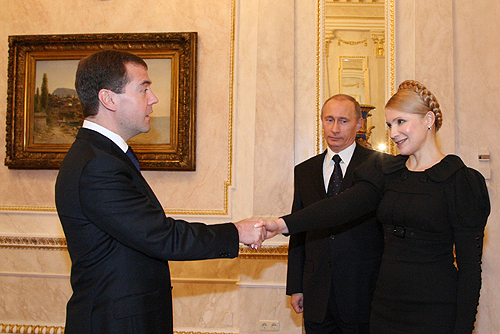
Julia Tymoszenko podczas spotkania z prezydentem Rosji Dmitrijem Miedwiediewem i premierem tego kraju Władimirem Putinem

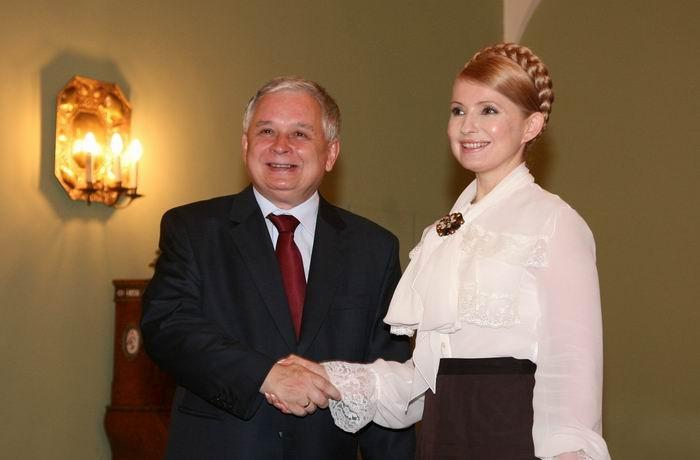
Julia Tymoszenko podczas spotkania z prezydentem Polski Lechem Kaczyńskim

W przedterminowych wyborach w 2007 jej blok zdobył 30,71% głosów i 156 miejsc w parlamencie, zajmując ponownie drugie miejsce po Partii Regionów Ukrainy.
15 października 2007 BJuT oraz prezydencka Nasza Ukraina-Ludowa Samoobrona porozumiały się co do utworzenia wspólnej koalicji rządowej. 6 grudnia tego samego roku prezydent desygnował Julię Tymoszenko na stanowisko premiera, zgodnie z umową koalicyjną z 29 listopada.
11 grudnia 2007 nie została zatwierdzona na tym stanowisku przez parlament. W głosowaniu otrzymała 225 głosów (o jeden za mało niż wynosiła potrzebna większość). Posłowie „pomarańczowej koalicji” twierdzili, że nie zadziałały karty do głosowania dwojga z nich. W drugim głosowaniu z 18 grudnia jej kandydatura uzyskała niezbędne 226 głosów poparcia, co pozwoliło jej oficjalnie objąć stanowisko premiera.
W maju 2008 ponownie doszło do jej konfliktu z prezydentem, którego oskarżyła o blokowanie działań rządu przeciwko inflacji. Deputowani jej partii zablokowali trybunę w parlamencie, nie dopuszczając do wygłoszenia orędzia. 11 lipca 2008 parlament ukraiński odrzucił wniosek opozycyjnej Partii Regionów o wotum nieufności. Poparło go 174 posłów przy wymaganej większości 226 głosów.
W sierpniu tego samego roku ponownie doszło do konfliktu z otoczeniem prezydenta, które oskarżyło ją o zdradę interesów państwowych i działanie na rzecz Rosji. Na początku września 2008 głosami m.in. frakcji BJuT i Partii Regionów przegłosowano zmiany w ustawach ograniczające uprawnienia prezydenta, co doprowadziło do rozwiązania koalicji we wrześniu tego samego roku. Konflikt został zakończony rozwiązaniem parlamentu przez prezydenta. Wybory nie doszły do skutku, a w parlamencie została zawiązana ponownie koalicja BJuT z częścią NU-NS, d0 której dołączył Blok Łytwyna.

#### Wybory w 2010 i postępowania karne
Julia Tymoszenko była kandydatką na stanowisko prezydenta podczas wyborów w 2010. W pierwszej turze wyborów zdobyła 25% głosów, co pozwoliło jej zająć drugie miejsce za Wiktorem Janukowyczem. W drugiej turze wyborów przegrała ze swoim poprzednikiem na urzędzie premiera, otrzymując około 45,5% głosów.
3 marca 2010 Rada Najwyższa Ukrainy wyraziła wotum nieufności dla jej rządu – za wnioskiem głosowało 243 z 450 deputowanych. Premier ogłosiła decyzję o wzięciu urlopu, a pełniącym obowiązki szefa rządu 4 marca 2010 został wicepremier Ołeksandr Turczynow. 11 marca 2010 parlament rozwiązał rząd Julii Tymoszenko i zatwierdził nowy gabinet premiera Mykoły Azarowa.
W kolejnych miesiącach wszczęto przeciwko niej postępowania karne związane z zarzutami defraudacji. W sierpniu 2011 została tymczasowo aresztowana. W październiku tego samego roku uznano ją za winną spowodowania strat przedsiębiorstwa Naftohaz Ukrainy i skazano na karę 7 lat pozbawienia wolności. W grudniu 2011 po uprawomocnieniu się wyroku skazującego osadzono ją w kolonii karnej w Charkowie. Postępowania karne wytaczane Julii Tymoszenko i członkom jej rządu stały się przedmiotem zainteresowania Parlamentu Europejskiego, który w swojej rezolucji skrytykował władze ukraińskie i wezwał do zapewnienia niezależności i bezstronności w procesach przed sądami. W kwietniu 2013 Europejski Trybunał Praw Człowieka orzekł w przedmiocie skargi Julii Tymoszenko przeciwko Ukrainie, niejednogłośnie uznając tymczasowe aresztowanie byłej premier w toku tego procesu za bezprawne i nieuzasadnione, oddalając nadto zarzuty o rzekome nieludzkie traktowanie.
W październiku 2011 wszczęto postępowanie w sprawie udziału Julii Tymoszenko w zabójstwie posła i przedsiębiorcy Jewhena Szczerbania, do którego doszło w 1996. W styczniu 2013 przedstawiono jej zarzut zlecenia dokonania tej zbrodni. Według jej obrońcy postępowanie zawieszono kilka miesięcy później z uwagi na brak dowodów co do udziału byłej premier w tym przestępstwie.

#### Działalność od 2014
21 lutego 2014 ukraiński parlament przegłosował zmiany w prawie karnym, co doprowadziło do zwolnienia Julii Tymoszenko. Następnego dnia była premier opuściła zakład karny. 14 kwietnia 2014 Sąd Najwyższy Ukrainy (większością 42 sędziów spośród 48) uznał, że w sprawie kontraktu gazowego z Rosją ze strony Julii Tymoszenko „nie doszło do przestępstwa”.
25 maja 2014 Julia Tymoszenko ponownie kandydowała w wyborach prezydenckich, otrzymując w nich około 12,8% głosów. Zadeklarowała się jako zwolenniczka integracji Ukrainy z Unią Europejską i NATO; jej partia zapowiedziała działania na rzecz referendum w sprawie przystąpienia tego państwa do NATO.
W wyborach parlamentarnych w 2014 ponownie uzyskała mandat poselski. W konflikcie między Micheilem Saakaszwilim a prezydentem Petrem Poroszenką opowiedziała się po stronie pierwszego z nich. Zadeklarowała też start w wyborach prezydenckich w 2019. W pierwszej turze głosowania z 31 marca zajęła trzecie miejsce z wynikiem 13,4% głosów. W wyborach parlamentarnych w tym samym roku utrzymała mandat deputowanej.